# Conchoecilla daphnoides
Conchoecilla daphnoides är en kräftdjursart som beskrevs av Claus 1890. Conchoecilla daphnoides ingår i släktet Conchoecilla och familjen Halocyprididae.

## Underarter
Arten delas in i följande underarter:
- C. d. daphnoides
- C. d. minor